# توماس تین
توماس تین (استونیایی: Toomas Tein؛ زادهٔ ۱۵ ژوئیهٔ ۱۹۵۵) سیاستمدار و نماینده سابق مجلس اهل استونی است.